# Camping Paradis

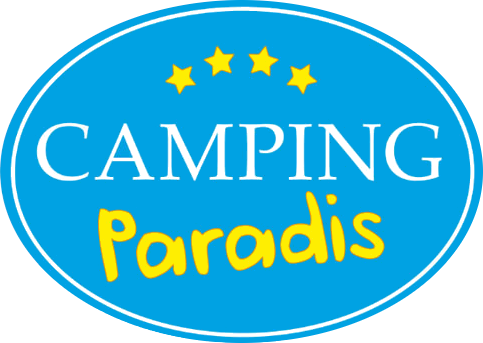
JLA Producciones, Logos de series de televisión

Camping Paradis es una serie televisiva francesa creada por Michel Alexandre y difundida desde el 21 de noviembre de 2006. La serie cuenta con 12 temporadas, la 12.ª se emite desde el 28 de noviembre de 2020.

## Synopsis
Tom Delormes, propietario del camping Paradis, y su equipo tienen que enfrentar la afluencia estival y gestionar los problemas que pueden acontecer, todo mientras se esfuerza por atender al mejor de los clientes.

## Reparto

### Actores principales
- Laurent Ournac: Tom Delormes, el dueño del campamento
- Patrick Guérineau: Xavier Proteau, el barman del campamento
- Géraldine Lapalus: Amandine Joubert, atiende actividades deportistas
- Thierry Heckendorn: André Durieux (reemplazado por Olivier Saladin en los episodios 1.02-03), atiende instalaciones del camping.
- Aurélie Konaté: Aurélie Constantin (desde la temporada 5), atiende la recepción del camping

### Antiguos actores principales
- Princess Erika: Rosy (temporadas 1 a 4)
- Jennifer Lauret: Ariane Leroy (temporadas 1 a 3, invitada en temporada 4)

### Actores recurrentes
- Patrick Paroux: Christian Parizot, única persona de vacaciones en el "todo incluido" del camping (desde la temporada 1)
- Barbara Probst: Elsa Delormes, hermana pequeña de Tom (temporadas 1 a 2)
- Alexandra Vandernoot: Françoise Leroy, madre de Ariane (temporadas 1 a 2)
- Jean-Pierre Bouvier: Clément Leroy, padre de Ariane (temporadas 1 a 2)
- Julien Cafaro: Hervé, compañero de Jean-Pierre (temporadas 1 a 3)
- Christian Pereira: Jean-Pierre «Jean-Pi», compañero de Hervé (temporada 1)
- Gérard Chaillou: Jean-Pierre «Jean-Pi», compañero de Hervé (temporadas 2 y 3)
- Franz-Rudolf Lang: Gilles, persona de vacaciones (temporadas 3 a 5)
- Marie Vincent: Francine, mujer del alcalde (temporadas 3 y 5)
- Alexandre Thibault: Mathieu, director del camping rival Camping del sol y novio de Rosy (temporadas 1, 2 y 6)

- Datos: Q2935511